# Медлог
Медлог (на словенски: Medlog) е село в Словения, Савински регион, община Целе. Според Националната статистическа служба на Република Словения през 2015 г. селото има 282 жители.